# 无柄五层龙
无柄五层龙（学名：Salacia sessiliflora）是卫矛科五层龙属的植物，是中国的特有植物。分布于中国大陆的贵州、云南、广西、广东等地，生长于海拔200米至1,600米的地区，常生长在山坡灌丛中，目前尚未由人工引种栽培。